# Alcea apterocarpa
Alcea apterocarpa är en malvaväxtart som först beskrevs av Edward Fenzl, och fick sitt nu gällande namn av Pierre Edmond Boissier. Alcea apterocarpa ingår i släktet stockrosor, och familjen malvaväxter. Inga underarter finns listade i Catalogue of Life.